# Hannah Quinlivan
Hannah Quinlivan (Kaohsiung, Taiwán, 12 de agosto de 1993), también conocida como Kun Ling (en chino: 昆凌; pinyin: Kūn Líng), es una actriz y modelo taiwanesa.

## Vida y carrera
Nació de un padre australiano y una madre taiwanesa-coreana en el distrito de Wanhua, Taipéi, Taiwán, el 12 de agosto de 1993. Tiene un medio hermano menor por parte de su padre y una media hermana mayor por parte materna. Se graduó de Juang Jing Vocational High School. Ella tomó un curso corto de ocho semanas en producción de películas y actuación en la Escuela de Cine de Nueva York. 
Hannah Quinlivan comenzó su carrera apareciendo en Blackie's Teenage Club en 2008. Fue invitada en I Love The Man en diciembre de 2011.
Ella hizo su debut como actriz en Ti Amo Chocolate en 2012,como Peng Kaili.
El primer papel de la película de Hannah Quinlivan fue una aparición no acreditada de estudiantes en la película Step Back to Glory (2013). En el mismo año, ella tenía un papel menor como Lin Jiayi en Amour et Pâtisserie, que protagonizó Sandrine Pinna como Chen Tiantian.
En 2014, apareció en Moon River de Wu Jianxin, basada en la novela de Ming Xiaoxi, como Lucy. Ella hizo una aparición cameo en la serie de televisión The Lying Game. Fue elegida para el papel principal de Ren Yuhong en Heart Of Steel, dirigida por Danny Dun. Interpretó en la película Twa-Tiu-Tiann, como la exnovia del personaje de Chris Wang.

## Vida personal
En noviembre de 2014, Hannah Quinlivan confirmó su relación con el cantante y actor Jay Chou. La pareja salía desde 2010, pero se conocieron cuando era empleada de una tienda de ropa en la que Jay invirtió durante 2007, cuando tenía 14 años. En diciembre de 2014, Chou anunció que se casaría con Hannah Quinlivan en su 36 cumpleaños. Tiene doble nacionalidad, taiwanesa y australiana. Aunque su padre es australiano, su idioma principal es el chino y su inglés no es muy fluido.
Sarah Haywood planeó su boda en Inglaterra. Tuvo lugar en Selby Abbey, North Yorkshire el 17 de enero de 2015, un día antes del cumpleaños de Chou. El 9 de febrero se celebró en Taipéi una ceremonia de matrimonio privada abierta a amigos y familiares. Una tercera recepción, esta vez en Australia, se llevó a cabo en marzo. Según la página oficial de Facebook de Chou, la pareja se ha registrado para el matrimonio desde julio de 2014. La pareja tiene dos hijos: Hathaway (n. julio de 2015) y Romeo (n. junio de 2017). Tres días después de dar a luz por segunda vez, ella ya se encontraba audicionando para su papel en la película Skyscraper, que se lanzó en 2018. En enero de 2022 se confirmó que estaba embarazada por tercera vez.

## Filmografía

### Series televisivas
| Año  | Título              | Título original  | Papel      | Notas |
| ---- | ------------------- | ---------------- | ---------- | ----- |
| 2012 | Ti Amo Chocolate    | 愛上巧克力       | Peng Kaili |       |
| 2013 | Amour et Pâtisserie | 沒有名字的甜點店 | Lin Jiayi  |       |
| 2013 | PMAM                | PMAM             | Ella       |       |
| 2014 | Moon River          | 明若曉溪         | Lucy       |       |
| 2014 | The Lying Game      | 謊言遊戲         | Pasajero   |       |
| 2014 | Heart of Steel      | 鋼鐵之心         | Ren Yuhong |       |

### Películas
| Año  | Título                              | Título original    | Papel                | Notas |
| ---- | ----------------------------------- | ------------------ | -------------------- | ----- |
| 2013 | Step Back to Glory                  | 志氣               | Zhang Ruoxi          |       |
| 2014 | Twa-Tiu-Tiann                       | 大稻埕             | Youxi novia anterior |       |
| 2017 | S.M.A.R.T. Chase                    | 極智追擊：龍鳳劫II | J. Jae Anh           |       |
| 2018 | Rascacielos: Rescate en las alturas | Skycraper          | Xia                  |       |
| 2018 | Skyfire                             | Skyfire            | Meng Li              |       |
| 2023 | Assassin                            | Assassin           | Agente especial      |       |

### Musicales
| Año  | Título             |
| ---- | ------------------ |
| 2009 | "Absolutely Jeric" |
| 2011 | "Jidongxianchang"  |
| 2013 | "Fengmian Lianren" |
| 2015 | "Modern Maids"     |